# Kazenny Torets
Le Kazenny Torets (en ukrainien : Казенний Торець ; en russe : Казённый Торец) est une rivière dans l'oblast de Donetsk, en Ukraine, affluent de rive gauche du Donets.

## Hydrologie

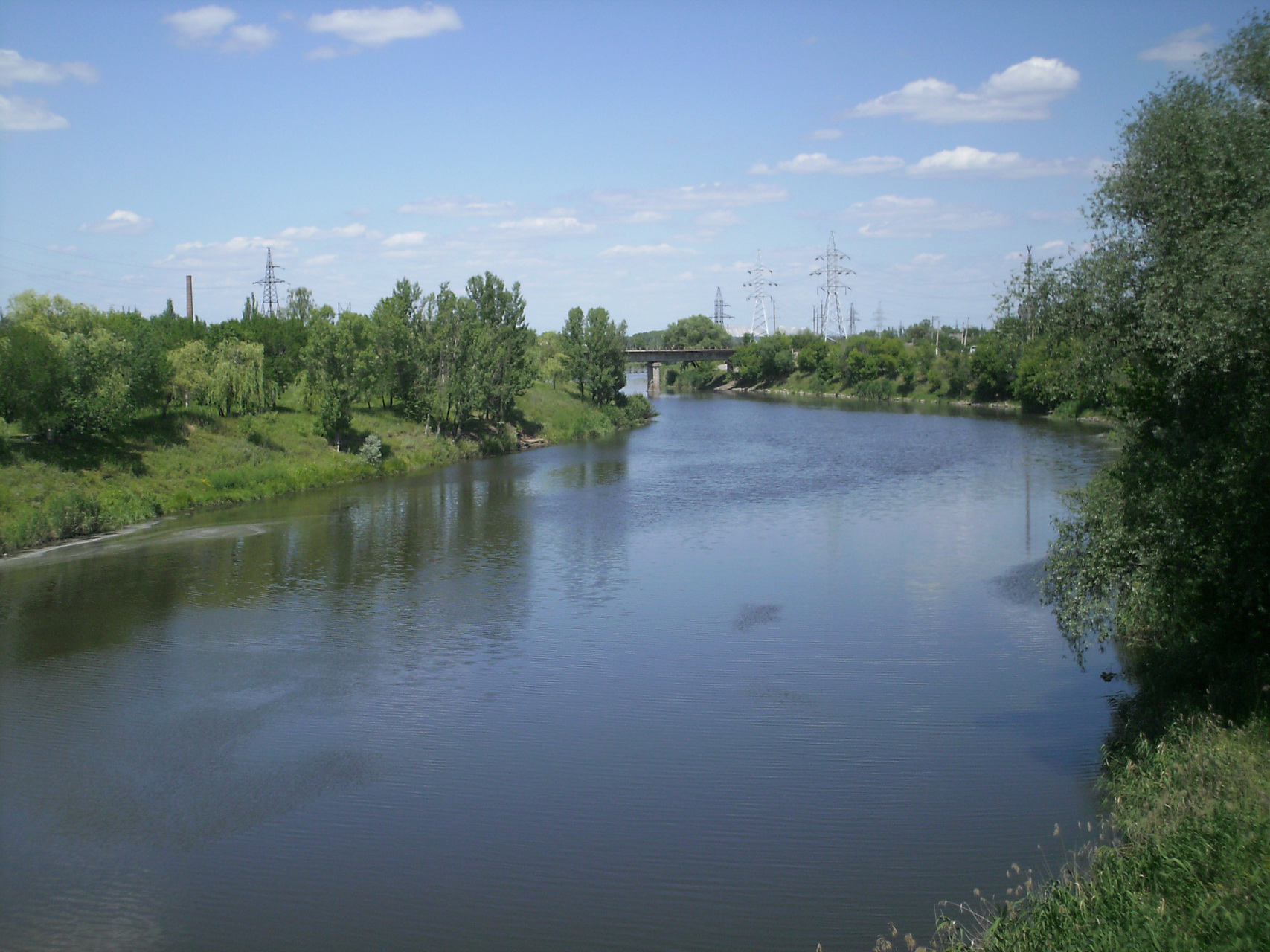
Sloviansk, le nouveau lit, qu'a été creusé après de l'inondation en 1964

La longueur du Torets est 129 km, son bassin occupe 5 410 km2. Le largeur est 20–30 m en cours bas, jusqu'à 2,5—3 m de profondeur. La pente de la rivière est de 1 km/m. En été, il y a une étiage en cours haut. Le manteau de glace sur la rivière est instable, de décembre jusqu'à mars.
À basse rivière, le lit majeur est traversé par le Canal Siversky Donets-Donbass, là aussi il y a quelques lacs salés dans Sloviansk.
De grandes inondations ont eu lieu en mars 1917, en juin 1964 et en mars 1985. L'inondation de 1964 a provoqué un débordement du lit de la rivière, ce qui a changé son cours. L'ancien bras de la rivière s'est tari.
Les deux principaux affluents de Kazenny Torets sont le Krivyï Torets, en rive droite, qui conflue avec le Kazenny Torets au nord de la ville de Droujkivka, et le Soukhyï Torets, qui conflue avec le Kazenny Torets au sud-ouest de la ville de Sloviansk.

## Hydronymie
Le nom Kazenny (ou Kazionny) Torets (kazenny signifie « des caisses », torets signifie « extrémité ») s'interprète qu'au XVIIe siècle, la limite des terres de la couronne russe passait par la rivière.

## Galerie

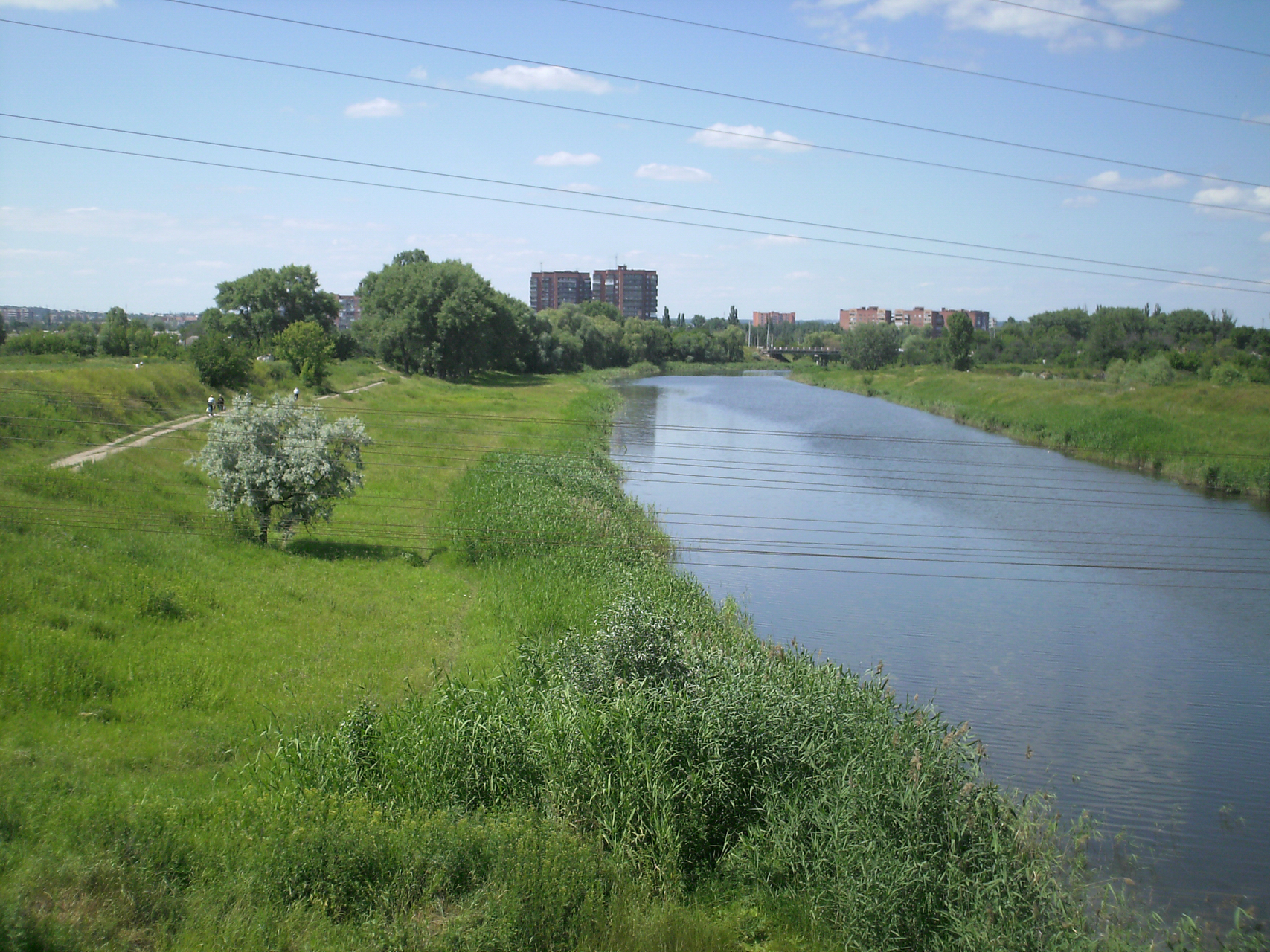
Sloviansk, le vieux lit de la rivière
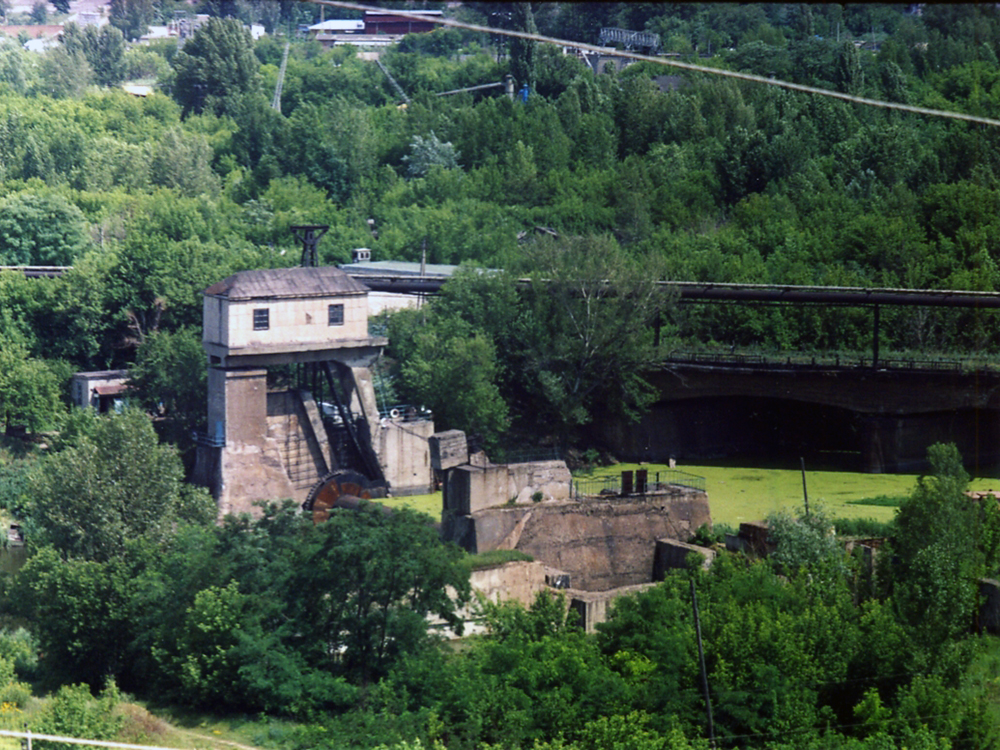
Kramatorsk, le barrage de Guebel, construit en 1931
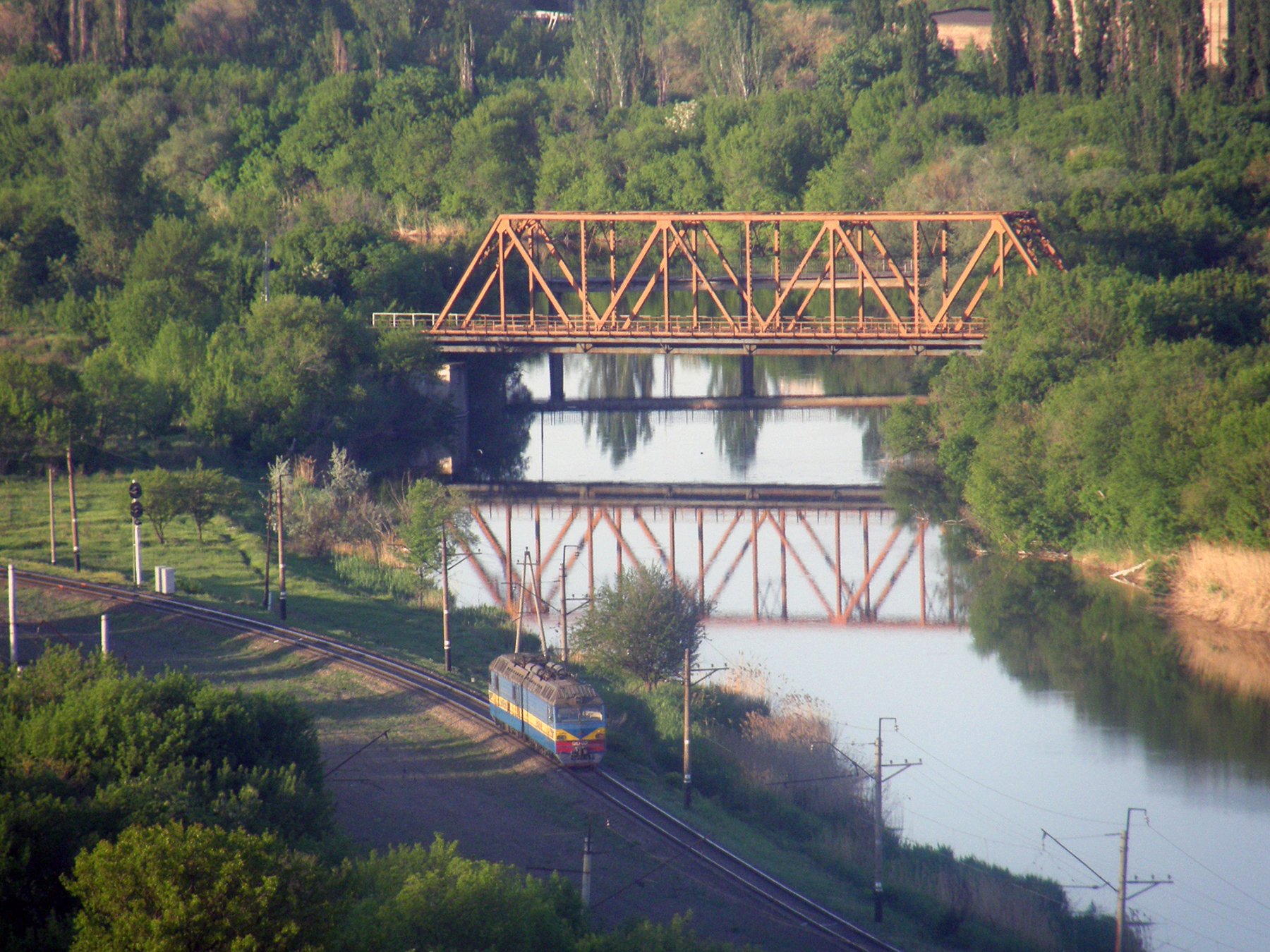
Kramatorsk, le chemin de fer passe par la rivière et le pont-rail, construit en 1946
Le pont de la E 40 près de Semenivka, qui a sauté pendant la Guerre du Donbass, le 3 juillet 2014, et le ponton temporaire fait de bateaux.